# Pseudostilbella euphorbiae
Pseudostilbella euphorbiae är en svampart som beskrevs av Munt.-Cvetk. & Gómez-Bolea 1995. Pseudostilbella euphorbiae ingår i släktet Pseudostilbella, divisionen sporsäcksvampar och riket svampar.   Inga underarter finns listade i Catalogue of Life.